# Euphorbia adenoptera
Euphorbia adenoptera là một loài thực vật có hoa trong họ Đại kích. Loài này được Bertol. mô tả khoa học đầu tiên năm 1844.